# 安美特
安美特（德語：Atotech）是一家德国化学工业公司。

## 历史
1993年在德国柏林成立，主要生产特种化学品，是当时全球最大的电镀企业。集团有2100项专利技术。2000年开始发展半导体事业。
主要竞争对手是美国化学工业公司杜邦和法国化学工业公司科文特亚。